# Лауреати Державної премії України в галузі науки і техніки (2003)
Державна премія України в галузі науки і техніки — лауреати 2003 року.
На підставі подання Комітету з Державних премій України в галузі науки і техніки Президент України Леонід Кучма видав Указ № 1480/2003 від 23 грудня 2003 року «Про присудження Державних премій України в галузі науки і техніки 2003 року».
На 2003 рік розмір Державної премії України в галузі науки і техніки склав 75 000 гривень кожна.

## Лауреати Державної премії України в галузі науки і техніки 2003 року
| Премійована робота | Лауреати                           | Коротко про лауреата |
| --- | ---------------------------------- | --- |
| За цикл наукових праць «Каталіз. Кластерні підходи, механізми гетерогенного та гомогенного каталізу» | Гончарук Владислав Володимирович   | академік Національної академії наук України, директор Інституту колоїдної хімії та хімії води імені А. В. Думанського НАН України                                      |
| За цикл наукових праць «Каталіз. Кластерні підходи, механізми гетерогенного та гомогенного каталізу» | Ковтун Григорій Олександрович      | член-кореспондент Національної академії наук України, заступник директора Інституту біоорганічної хімії та нафтохімії НАН України                                      |
| За цикл наукових праць «Каталіз. Кластерні підходи, механізми гетерогенного та гомогенного каталізу» | Камалов Герберт Леонович           | член-кореспондент Національної академії наук України, завідувач відділу Фізико-хімічного інституту імені О. В. Богатського НАН України                                 |
| За цикл наукових праць «Каталіз. Кластерні підходи, механізми гетерогенного та гомогенного каталізу» | Рудаков Єлисей Сергійович          | член-кореспондент Національної академії наук України, головний науковий співробітник Інституту фізико-органічної хімії і вуглехімії імені Л. М. Литвиненка НАН України |
| За цикл наукових праць «Каталіз. Кластерні підходи, механізми гетерогенного та гомогенного каталізу» | Яцимирський Віталій Костянтинович  | доктор хімічних наук, завідувач кафедри Київського національного університету імені Тараса Шевченка                                                                    |
| За науково-технічні основи створення і освоєння технології масового виробництва озонобезпечних побутових холодильників та морозильників з високою енергетичною ефективністю.                                               | Шевченко Володимир Павлович        | академік Національної академії наук України, ректор Донецького національного університету                                                                              |
| За науково-технічні основи створення і освоєння технології масового виробництва озонобезпечних побутових холодильників та морозильників з високою енергетичною ефективністю.                                               | Ступін Олександр Борисович         | доктор технічних наук, проректор Донецького національного університету                                                                                                 |
| За науково-технічні основи створення і освоєння технології масового виробництва озонобезпечних побутових холодильників та морозильників з високою енергетичною ефективністю.                                               | Красновський Ігор Наумович         | кандидат технічних наук, начальник дослідно-випробувального центру закритого акціонерного товариства «Донецький інститут холодильної техніки»                          |
| За науково-технічні основи створення і освоєння технології масового виробництва озонобезпечних побутових холодильників та морозильників з високою енергетичною ефективністю.                                               | Ландик Валентин Іванович           | кандидат технічних наук, народний депутат України |
| За науково-технічні основи створення і освоєння технології масового виробництва озонобезпечних побутових холодильників та морозильників з високою енергетичною ефективністю.                                               | Шубін Олександр Олександрович      | кандидат хімічних наук, ректор Донецького державного університету економіки і торгівлі імені М. Туган-Барановського                                                    |
| За науково-технічні основи створення і освоєння технології масового виробництва озонобезпечних побутових холодильників та морозильників з високою енергетичною ефективністю.                                               | Жидков Віталій Васильович          | кандидат технічних наук, генеральний директор закритого акціонерного товариства «Група Норд»                                                                           |
| За науково-технічні основи створення і освоєння технології масового виробництва озонобезпечних побутових холодильників та морозильників з високою енергетичною ефективністю.                                               | Самсоненко Олександр Олександрович | генеральний директор акціонерного товариства «Норд» |
| За науково-технічні основи створення і освоєння технології масового виробництва озонобезпечних побутових холодильників та морозильників з високою енергетичною ефективністю.                                               | Філіпцов Сергій Миколайович        | головний інженер акціонерного товариства «Норд» |
| За науково-технічні основи створення і освоєння технології масового виробництва озонобезпечних побутових холодильників та морозильників з високою енергетичною ефективністю.                                               | Горін Олександр Миколайович        | кандидат технічних наук, директор закритого акціонерного товариства «Донецький інститут холодильної техніки»                                                           |
| За науково-технічні основи створення і освоєння технології масового виробництва озонобезпечних побутових холодильників та морозильників з високою енергетичною ефективністю.                                               | Гейєр Геннадій Валерійович         | кандидат технічних наук, заступник директора закритого акціонерного товариства «Донецький інститут холодильної техніки»                                                |
| За роботу «Монокристали сапфіру: розробка високорентабельних технологій, освоєння промислового виробництва конкурентноздатних на світовому ринку сапфірових елементів для оптики, електроніки та медицини»:                | Мачулін Володимир Федорович        | член-кореспондент Національної академії наук України, директор Інституту фізики напівпровідників імені В. Є. Лашкарьова НАН України                                    |
| За роботу «Монокристали сапфіру: розробка високорентабельних технологій, освоєння промислового виробництва конкурентноздатних на світовому ринку сапфірових елементів для оптики, електроніки та медицини»:                | Блонський Іван Васильович          | член-кореспондент Національної академії наук України, заступник директора Інституту фізики НАН України                                                                 |
| За роботу «Монокристали сапфіру: розробка високорентабельних технологій, освоєння промислового виробництва конкурентноздатних на світовому ринку сапфірових елементів для оптики, електроніки та медицини»:                | Пузіков В'ячеслав Михайлович       | член-кореспондент Національної академії наук України, директор Науково-дослідного відділення Науково-технологічного концерну «Інститут монокристалів» НАН України      |
| За роботу «Монокристали сапфіру: розробка високорентабельних технологій, освоєння промислового виробництва конкурентноздатних на світовому ринку сапфірових елементів для оптики, електроніки та медицини»:                | Литвинов Леонід Аркадійович        | доктор технічних наук, завідувач відділу Науково-дослідного відділення Науково-технологічного концерну «Інститут монокристалів» НАН України                            |
| За роботу «Монокристали сапфіру: розробка високорентабельних технологій, освоєння промислового виробництва конкурентноздатних на світовому ринку сапфірових елементів для оптики, електроніки та медицини»:                | Данько Олександр Якович            | кандидат фізико-математичних наук, завідувач відділу Науково-дослідного відділення Науково-технологічного концерну «Інститут монокристалів» НАН України                |
| За роботу «Монокристали сапфіру: розробка високорентабельних технологій, освоєння промислового виробництва конкурентноздатних на світовому ринку сапфірових елементів для оптики, електроніки та медицини»:                | Адонкін Георгій Тимофійович        | кандидат фізико-математичних наук, старший науковий співробітник Науково-дослідного відділення Науково-технологічного концерну «Інститут монокристалів» НАН України    |
| За роботу «Монокристали сапфіру: розробка високорентабельних технологій, освоєння промислового виробництва конкурентноздатних на світовому ринку сапфірових елементів для оптики, електроніки та медицини»:                | Будніков Олександр Тимофійович     | кандидат фізико-математичних наук, старший науковий співробітник Науково-дослідного відділення Науково-технологічного концерну «Інститут монокристалів» НАН України    |
| За роботу «Монокристали сапфіру: розробка високорентабельних технологій, освоєння промислового виробництва конкурентноздатних на світовому ринку сапфірових елементів для оптики, електроніки та медицини»:                | Катрич Микола Петрович             | кандидат фізико-математичних наук, старший науковий співробітник Науково-дослідного відділення Науково-технологічного концерну «Інститут монокристалів» НАН України    |
| За роботу «Монокристали сапфіру: розробка високорентабельних технологій, освоєння промислового виробництва конкурентноздатних на світовому ринку сапфірових елементів для оптики, електроніки та медицини»:                | Мірошников Юрій Петрович           | заступник завідувача відділу Науково-дослідного відділення Науково-технологічного концерну «Інститут монокристалів» НАН України                                        |
| За роботу «Монокристали сапфіру: розробка високорентабельних технологій, освоєння промислового виробництва конкурентноздатних на світовому ринку сапфірових елементів для оптики, електроніки та медицини»:                | Качала Володимир Юхимович          | головний спеціаліст Науково-дослідного відділення Науково-технологічного концерну «Інститут монокристалів» НАН України                                                 |
| За розробку та впровадження в серійне виробництво сімейства вітчизняних систем життєзабезпечення — апаратів штучної вентиляції легенів та інгаляційного наркозу для задоволення нагальних потреб медичних закладів України | Глумчер Фелікс Семенович           | доктор медичних наук, завідувач кафедри Національного медичного університету імені О. О. Богомольця                                                                    |
| За розробку та впровадження в серійне виробництво сімейства вітчизняних систем життєзабезпечення — апаратів штучної вентиляції легенів та інгаляційного наркозу для задоволення нагальних потреб медичних закладів України | Майко Віталій Іванович             | кандидат технічних наук, народний депутат України |
| За розробку та впровадження в серійне виробництво сімейства вітчизняних систем життєзабезпечення — апаратів штучної вентиляції легенів та інгаляційного наркозу для задоволення нагальних потреб медичних закладів України | Варламов Валерій Андрійович        | кандидат технічних наук, колишній перший заступник генерального директора Державного українського об'єднання «Політехмед»                                              |
| За розробку та впровадження в серійне виробництво сімейства вітчизняних систем життєзабезпечення — апаратів штучної вентиляції легенів та інгаляційного наркозу для задоволення нагальних потреб медичних закладів України | Ісаєв Ігор Вікторович              | провідний конструктор Федерального Державного Унітарного підприємства «Конструкторське бюро Хімавтоматики», Російська Федерація                                        |
| За розробку та впровадження в серійне виробництво сімейства вітчизняних систем життєзабезпечення — апаратів штучної вентиляції легенів та інгаляційного наркозу для задоволення нагальних потреб медичних закладів України | Макомела Роман Миколайович         | начальник Головного управління охорони здоров'я та медичного забезпечення Київської міської державної адміністрації                                                    |
| За розробку та впровадження в серійне виробництво сімейства вітчизняних систем життєзабезпечення — апаратів штучної вентиляції легенів та інгаляційного наркозу для задоволення нагальних потреб медичних закладів України | Талан Сергій Миколайович           | директор з виробництва медтехніки Державного підприємства "Київський державний завод «Буревісник»                                                                      |
| За розробку та впровадження в серійне виробництво сімейства вітчизняних систем життєзабезпечення — апаратів штучної вентиляції легенів та інгаляційного наркозу для задоволення нагальних потреб медичних закладів України | Богданов Геннадій Іванович         | головний конструктор Державного підприємства "Київський державний завод «Буревісник»                                                                                   |
| За розробку та впровадження в серійне виробництво сімейства вітчизняних систем життєзабезпечення — апаратів штучної вентиляції легенів та інгаляційного наркозу для задоволення нагальних потреб медичних закладів України | Білоусов Валерій Іванович          | провідний конструктор Державного підприємства "Київський державний завод «Буревісник»                                                                                  |
| За розробку та впровадження в серійне виробництво сімейства вітчизняних систем життєзабезпечення — апаратів штучної вентиляції легенів та інгаляційного наркозу для задоволення нагальних потреб медичних закладів України | Масютка Юрій Васильович            | провідний інженер Державного підприємства "Київський державний завод «Буревісник»                                                                                      |
| За розробку та впровадження в серійне виробництво сімейства вітчизняних систем життєзабезпечення — апаратів штучної вентиляції легенів та інгаляційного наркозу для задоволення нагальних потреб медичних закладів України | Зеляк Петро Прокопович             | (посмертно) |
| За цикл робіт «Розробка теоретичних основ та унікальної спостережної бази в Голосієві та на Терсколі для досліджень Сонця та тіл Сонячної системи»                                                                         | Яцків Ярослав Степанович           | академік Національної академії наук України, директор Головної астрономічної обсерваторії НАН України                                                                  |
| За цикл робіт «Розробка теоретичних основ та унікальної спостережної бази в Голосієві та на Терсколі для досліджень Сонця та тіл Сонячної системи»                                                                         | Костик Роман Іванович              | член-кореспондент Національної академії наук України, головний науковий співробітник Головної астрономічної обсерваторії НАН України                                   |
| За цикл робіт «Розробка теоретичних основ та унікальної спостережної бази в Голосієві та на Терсколі для досліджень Сонця та тіл Сонячної системи»                                                                         | Яновицький Едгард Григорович       | доктор фізико-математичних наук, головний науковий співробітник Головної астрономічної обсерваторії НАН України                                                        |
| За цикл робіт «Розробка теоретичних основ та унікальної спостережної бази в Голосієві та на Терсколі для досліджень Сонця та тіл Сонячної системи»                                                                         | Мороженко Олександр Васильович     | доктор фізико-математичних наук, головний науковий співробітник Головної астрономічної обсерваторії НАН України                                                        |
| За цикл робіт «Розробка теоретичних основ та унікальної спостережної бази в Голосієві та на Терсколі для досліджень Сонця та тіл Сонячної системи»                                                                         | Кондратюк Ростислав Романович      | заступник директора Головної астрономічної обсерваторії НАН України |
| За цикл робіт «Розробка теоретичних основ та унікальної спостережної бази в Голосієві та на Терсколі для досліджень Сонця та тіл Сонячної системи»                                                                         | Балега Юрій Юрійович               | член-кореспондент Російської академії наук, директор Спеціальної астрофізичної обсерваторії Російської академії наук                                                   |
| За цикл робіт «Розробка теоретичних основ та унікальної спостережної бази в Голосієві та на Терсколі для досліджень Сонця та тіл Сонячної системи»                                                                         | Тарадій Володимир Кирилович        | кандидат фізико-математичних наук, директор Міжнародного центру астрономічних та медико-екологічних досліджень НАН України                                             |
| За цикл робіт «Розробка теоретичних основ та унікальної спостережної бази в Голосієві та на Терсколі для досліджень Сонця та тіл Сонячної системи»                                                                         | Сергєєв Олександр Васильович       | кандидат технічних наук, заступник директора Міжнародного центру астрономічних та медико-екологічних досліджень НАН України                                            |
| За цикл робіт «Розробка теоретичних основ та унікальної спостережної бази в Голосієві та на Терсколі для досліджень Сонця та тіл Сонячної системи»                                                                         | Карпов Микола Володимирович        | кандидат технічних наук, завідувач лабораторії Міжнародного центру астрономічних та медико-екологічних досліджень НАН України                                          |
| За цикл робіт «Розробка теоретичних основ та унікальної спостережної бази в Голосієві та на Терсколі для досліджень Сонця та тіл Сонячної системи»                                                                         | Гуртовенко Ернест Андрійович       | доктор фізико-математичних наук (посмертно) |
| За розробку і впровадження техніко-технологічних та організаційно-економічних рішень при активній інвестиційній політиці, що забезпечують найвищу продуктивність видобутку вугілля.                                        | Амоша Олександр Іванович           | академік Національної академії наук України, директор Інституту економіки промисловості НАН України                                                                    |
| За розробку і впровадження техніко-технологічних та організаційно-економічних рішень при активній інвестиційній політиці, що забезпечують найвищу продуктивність видобутку вугілля.                                        | Ілляшов Михайло Олександрович      | доктор технічних наук, голова спостережної ради відкритого акціонерного товариства "Вугільна компанія «Шахта «Красноармійська — Західна № 1»                           |
| За розробку і впровадження техніко-технологічних та організаційно-економічних рішень при активній інвестиційній політиці, що забезпечують найвищу продуктивність видобутку вугілля.                                        | Ляшко Олександр Іванович           | бригадир гірників відкритого акціонерного товариства "Вугільна компанія «Шахта «Красноармійська — Західна № 1»                                                         |
| За розробку і впровадження техніко-технологічних та організаційно-економічних рішень при активній інвестиційній політиці, що забезпечують найвищу продуктивність видобутку вугілля.                                        | Янко Станіслав Васильович          | доктор технічних наук, консультант апарату Ради національної безпеки і оборони України                                                                                 |
| За розробку і впровадження техніко-технологічних та організаційно-економічних рішень при активній інвестиційній політиці, що забезпечують найвищу продуктивність видобутку вугілля.                                        | Солдатов Володимир Іванович        | кандидат технічних наук, директор відкритого акціонерного товариства «Дондіпрошахт»                                                                                    |
| За розробку і впровадження техніко-технологічних та організаційно-економічних рішень при активній інвестиційній політиці, що забезпечують найвищу продуктивність видобутку вугілля.                                        | Лунєв Сергій Георгійович           | кандидат технічних наук, заступник Голови Державного комітету України з нагляду за охороною праці                                                                      |
| За розробку і впровадження техніко-технологічних та організаційно-економічних рішень при активній інвестиційній політиці, що забезпечують найвищу продуктивність видобутку вугілля.                                        | Байсаров Леонід Володимирович      | народний депутат України |
| За розробку і впровадження техніко-технологічних та організаційно-економічних рішень при активній інвестиційній політиці, що забезпечують найвищу продуктивність видобутку вугілля.                                        | Корзун Анатолій Васильович         | заступник Міністра палива та енергетики України |
| За розробку і впровадження техніко-технологічних та організаційно-економічних рішень при активній інвестиційній політиці, що забезпечують найвищу продуктивність видобутку вугілля.                                        | Логвиненко Володимир Іванович      | заступник голови Донецької обласної державної адміністрації |
| За цикл робіт «Розвиток теорії, розробка та впровадження ефективних технологій виробництва тонкостінної довгомірної металопродукції».                                                                                      | Жадкевич Михайло Львович           | член-кореспондент Національної академії наук України, заступник директора Інституту електрозварювання імені Є. О. Патона НАН України                                   |
| За цикл робіт «Розвиток теорії, розробка та впровадження ефективних технологій виробництва тонкостінної довгомірної металопродукції».                                                                                      | Письменний Олександр Семенович     | доктор технічних наук, завідувач відділу Інституту електрозварювання імені Є. О. Патона НАН України                                                                    |
| За цикл робіт «Розвиток теорії, розробка та впровадження ефективних технологій виробництва тонкостінної довгомірної металопродукції».                                                                                      | Данченко Валентин Миколайович      | доктор технічних наук, завідувач кафедри Національної металургійної академії України                                                                                   |
| За цикл робіт «Розвиток теорії, розробка та впровадження ефективних технологій виробництва тонкостінної довгомірної металопродукції».                                                                                      | Василев Янакі Димитров             | доктор технічних наук, професор Національної металургійної академії України                                                                                            |
| За цикл робіт «Розвиток теорії, розробка та впровадження ефективних технологій виробництва тонкостінної довгомірної металопродукції».                                                                                      | Григоренко Володимир Устинович     | кандидат технічних наук, доцент Національної металургійної академії України                                                                                            |
| За цикл робіт «Розвиток теорії, розробка та впровадження ефективних технологій виробництва тонкостінної довгомірної металопродукції».                                                                                      | Дементієнко Олександр Вікторович   | кандидат технічних наук, доцент Національної металургійної академії України                                                                                            |
| За цикл робіт «Розвиток теорії, розробка та впровадження ефективних технологій виробництва тонкостінної довгомірної металопродукції».                                                                                      | Правдін Юрій Михайлович            | кандидат технічних наук, заступник директора Державного науково-дослідного та конструкторсько-технологічного інституту трубної промисловості імені Я. Ю. Осади         |
| За цикл робіт «Розвиток теорії, розробка та впровадження ефективних технологій виробництва тонкостінної довгомірної металопродукції».                                                                                      | Кравченко Володимир Іванович       | директор дочірнього підприємства «Нікопольський завод особливо тонкостінних труб» відкритого акціонерного товариства «Нікопольський південнотрубний завод»             |
| За цикл робіт «Розвиток теорії, розробка та впровадження ефективних технологій виробництва тонкостінної довгомірної металопродукції».                                                                                      | Путнокі Олександр Юліусович        | технічний директор відкритого акціонерного товариства "Запорізький металургійний комбінат «Запоріжсталь»                                                               |
| За цикл робіт «Розвиток теорії, розробка та впровадження ефективних технологій виробництва тонкостінної довгомірної металопродукції».                                                                                      | Зеленський Віктор Євгенович        | заступник головного інженера відкритого акціонерного товариства «Маріупольський металургійний комбінат імені Ілліча»                                                   |
| За цикл монографій «Аналітичні та асимптотичні методи дослідження стохастичних систем та їх застосування». | Королюк Володимир Семенович        | академік Національної академії наук України, радник дирекції Інституту математики НАН України                                                                          |
| За цикл монографій «Аналітичні та асимптотичні методи дослідження стохастичних систем та їх застосування». | Скороход Анатолій Володимирович    | академік Національної академії наук України, головний науковий співробітник Інституту математики НАН України                                                           |
| За цикл монографій «Аналітичні та асимптотичні методи дослідження стохастичних систем та їх застосування». | Портенко Микола Іванович           | член-кореспондент Національної академії наук України, завідувач відділу Інституту математики НАН України                                                               |
| За цикл монографій «Аналітичні та асимптотичні методи дослідження стохастичних систем та їх застосування». | Турбін Анатолій Федорович          | доктор фізико-математичних наук, провідний науковий співробітник Інституту математики НАН України                                                                      |
| За цикл монографій «Аналітичні та асимптотичні методи дослідження стохастичних систем та їх застосування». | Дороговцев Андрій Анатолійович     | доктор фізико-математичних наук, провідний науковий співробітник Інституту математики НАН України                                                                      |
| За цикл монографій «Аналітичні та асимптотичні методи дослідження стохастичних систем та їх застосування». | Ядренко Михайло Йосипович          | член-кореспондент Національної академії наук України, професор Київського національного університету імені Тараса Шевченка                                             |
| За цикл монографій «Аналітичні та асимптотичні методи дослідження стохастичних систем та їх застосування». | Козаченко Юрій Васильович          | доктор фізико-математичних наук, завідувач кафедри Київського національного університету імені Тараса Шевченка                                                         |
| За цикл монографій «Аналітичні та асимптотичні методи дослідження стохастичних систем та їх застосування». | Булдигін Валерій Володимирович     | доктор фізико-математичних наук, завідувач кафедри Національного технічного університету України «Київський політехнічний інститут»                                    |
| За цикл монографій «Аналітичні та асимптотичні методи дослідження стохастичних систем та їх застосування». | Ліньков Юрій Миколайович           | доктор фізико-математичних наук (посмертно) |
| За цикл монографій «Аналітичні та асимптотичні методи дослідження стохастичних систем та їх застосування». | Шуренков Валентин Михайлович       | доктор фізико-математичних наук (посмертно) |
| За цикл праць «Наук дослідження, розробка та впровадження низькоенергоємних технологій і техніки у будівництві». | Тугай Анатолій Михайлович          | доктор технічних наук, ректор Київського національного університету будівництва і архітектури                                                                          |
| За цикл праць «Наук дослідження, розробка та впровадження низькоенергоємних технологій і техніки у будівництві». | Мхітарян Нвєр Мнацаканович         | член-кореспондент Національної академії наук України, заступник Голови Комітету Верховної Ради України                                                                 |
| За цикл праць «Наук дослідження, розробка та впровадження низькоенергоємних технологій і техніки у будівництві». | Бадеян Гагік Ванікович             | доктор технічних наук, професор Київського національного університету будівництва і архітектури                                                                        |
| За цикл праць «Наук дослідження, розробка та впровадження низькоенергоємних технологій і техніки у будівництві». | Баженов Віктор Андрійович          | доктор технічних наук, перший проректор Київського національного університету будівництва і архітектури                                                                |
| За цикл праць «Наук дослідження, розробка та впровадження низькоенергоємних технологій і техніки у будівництві». | Смірнов Вячеслав Миколайович       | кандидат технічних наук, завідувач кафедри Київського національного університету будівництва і архітектури                                                             |
| За цикл праць «Наук дослідження, розробка та впровадження низькоенергоємних технологій і техніки у будівництві». | Пелевін Леонід Євгенович           | кандидат технічних наук, професор Київського національного університету будівництва і архітектури                                                                      |
| За цикл праць «Наук дослідження, розробка та впровадження низькоенергоємних технологій і техніки у будівництві». | Пристайло Юрій Петрович            | кандидат технічних наук, доцент Київського національного університету будівництва і архітектури                                                                        |
| За цикл праць «Наук дослідження, розробка та впровадження низькоенергоємних технологій і техніки у будівництві». | Баладінський Вадим Леонідович      | доктор технічних наук, директор Науково-дослідного інституту Київського національного університету будівництва і архітектури                                           |
| За цикл праць «Наук дослідження, розробка та впровадження низькоенергоємних технологій і техніки у будівництві». | Фомін Анатолій Вікторович          | кандидат технічних наук, заступник директора Науково-дослідного інституту Київського національного університету будівництва і архітектури                              |
| За цикл праць «Наук дослідження, розробка та впровадження низькоенергоємних технологій і техніки у будівництві». | Костенюк Олександр Олександрович   | старший науковий співробітник Науково-дослідного інституту Київського національного університету будівництва і архітектури                                             |
| За розробку та впровадження в медичну практику науково обґрунтованих методів профілактики, лікування та заходів з упередження ускладнень артеріальної гіпертензії в Україні.                                               | Коваленко Володимир Миколайович    | доктор медичних наук, директор Інституту кардіології імені академіка М. Д. Стражеска                                                                                   |
| За розробку та впровадження в медичну практику науково обґрунтованих методів профілактики, лікування та заходів з упередження ускладнень артеріальної гіпертензії в Україні.                                               | Сіренко Юрій Миколайович           | доктор медичних наук, завідувач відділу Інституту кардіології імені академіка М. Д. Стражеска                                                                          |
| За розробку та впровадження в медичну практику науково обґрунтованих методів профілактики, лікування та заходів з упередження ускладнень артеріальної гіпертензії в Україні.                                               | Свіщенко Євгенія Петрівна          | доктор медичних наук, завідувач відділу Інституту кардіології імені академіка М. Д. Стражеска                                                                          |
| За розробку та впровадження в медичну практику науково обґрунтованих методів профілактики, лікування та заходів з упередження ускладнень артеріальної гіпертензії в Україні.                                               | Смирнова Ірина Павлівна            | доктор медичних наук, завідувач відділу Інституту кардіології імені академіка М. Д. Стражеска                                                                          |
| За розробку та впровадження в медичну практику науково обґрунтованих методів профілактики, лікування та заходів з упередження ускладнень артеріальної гіпертензії в Україні.                                               | Дзяк Георгій Вікторович            | доктор медичних наук, ректор Дніпропетровської державної медичної академії                                                                                             |
| За цикл наукових праць «Дослідження фундаментальних механізмів дії оксиду азоту на серцево-судинну систему як основи патогенетичного лікування її захворювань».                                                            | Мойбенко Олексій Олексійович       | академік Національної академії наук України, завідувач відділу Інституту фізіології імені О. О. Богомольця НАН України                                                 |
| За цикл наукових праць «Дослідження фундаментальних механізмів дії оксиду азоту на серцево-судинну систему як основи патогенетичного лікування її захворювань».                                                            | Сагач Вадим Федорович              | член-кореспондент Національної академії наук України, заступник директора Інституту фізіології імені О. О. Богомольця НАН України                                      |
| За цикл наукових праць «Дослідження фундаментальних механізмів дії оксиду азоту на серцево-судинну систему як основи патогенетичного лікування її захворювань».                                                            | Ткаченко Михайло Миколайович       | доктор медичних наук, провідний науковий співробітник Інституту фізіології імені О. О. Богомольця НАН України                                                          |
| За цикл наукових праць «Дослідження фундаментальних механізмів дії оксиду азоту на серцево-судинну систему як основи патогенетичного лікування її захворювань».                                                            | Коркушко Олег Васильович           | член-кореспондент Національної академії наук України, завідувач відділу Інституту геронтології                                                                         |
| За цикл наукових праць «Дослідження фундаментальних механізмів дії оксиду азоту на серцево-судинну систему як основи патогенетичного лікування її захворювань».                                                            | Безруков Владислав Вікторович      | доктор медичних наук, директор Інституту геронтології |
| За цикл наукових праць «Дослідження фундаментальних механізмів дії оксиду азоту на серцево-судинну систему як основи патогенетичного лікування її захворювань».                                                            | Кульчицький Олег Костянтинович     | доктор медичних наук, завідувач лабораторії Інституту геронтології |
| За цикл наукових праць «Дослідження фундаментальних механізмів дії оксиду азоту на серцево-судинну систему як основи патогенетичного лікування її захворювань».                                                            | Стефанов Олександр Вікторович      | доктор біологічних наук, директор Інституту фармакології та токсикології                                                                                               |
| За цикл наукових праць «Дослідження фундаментальних механізмів дії оксиду азоту на серцево-судинну систему як основи патогенетичного лікування її захворювань».                                                            | Соловйов Анатолій Іванович         | доктор медичних наук, головний науковий співробітник Інституту фармакології та токсикології                                                                            |
| За цикл наукових праць «Дослідження фундаментальних механізмів дії оксиду азоту на серцево-судинну систему як основи патогенетичного лікування її захворювань».                                                            | Мала Любов Трохимівна              | академік Національної академії наук України (посмертно) |
| За цикл наукових праць «Дослідження фундаментальних механізмів дії оксиду азоту на серцево-судинну систему як основи патогенетичного лікування її захворювань».                                                            | Фролькіс Володимир Веніамінович    | академік Національної академії наук України (посмертно) |
| За цикл робіт з проблем регіональної соціально-економічної політики. | Долішній Мар'ян Іванович           | академік Національної академії наук України, директор Інституту регіональних досліджень НАН України                                                                    |
| За цикл робіт з проблем регіональної соціально-економічної політики. | Чумаченко Микола Григорович        | академік Національної академії наук України, почесний директор Інституту економіки промисловості НАН України                                                           |
| За цикл робіт з проблем регіональної соціально-економічної політики. | Мамутов Валентин Карлович          | академік Національної академії наук України, директор Інституту економіко-правових досліджень НАН України                                                              |
| За цикл робіт з проблем регіональної соціально-економічної політики. | Дорогунцов Сергій Іванович         | член-кореспондент Національної академії наук України, голова Ради з вивчення продуктивних сил України НАН України                                                      |
| За цикл робіт з проблем регіональної соціально-економічної політики. | Данилишин Богдан Михайлович        | член-кореспондент Національної академії наук України, заступник голови Ради з вивчення продуктивних сил України НАН України                                            |
| За цикл робіт з проблем регіональної соціально-економічної політики. | Буркинський Борис Володимирович    | академік Національної академії наук України, директор Інституту проблем ринку та економіко-екологічних досліджень НАН України                                          |
| За цикл робіт з проблем регіональної соціально-економічної політики. | Мікловда Василь Петрович           | член-кореспондент Національної академії наук України, завідувач кафедри Ужгородського національного університету                                                       |
| За цикл робіт з проблем регіональної соціально-економічної політики. | Симоненко Валентин Костянтинович   | доктор економічних наук, голова Рахункової палати України |
| За цикл робіт з проблем регіональної соціально-економічної політики. | Злупко Степан Миколайович          | доктор економічних наук, головний науковий співробітник Інституту регіональних досліджень НАН України                                                                  |
| За цикл робіт з проблем регіональної соціально-економічної політики. | Омельченко Олександр Олександрович | кандидат технічних наук, голова Київської міської державної адміністрації                                                                                              |
| За цикл наукових робіт «Теоретичні основи та інструментальні засоби розробки програмного забезпечення інформаційних технологій».                                                                                           | Андон Пилип Іларіонович            | член-кореспондент Національної академії наук України, директор Інституту програмних систем НАН України                                                                 |
| За цикл наукових робіт «Теоретичні основи та інструментальні засоби розробки програмного забезпечення інформаційних технологій».                                                                                           | Лавріщева Катерина Михайлівна      | доктор фізико-математичних наук, завідувач відділу Інституту програмних систем НАН України                                                                             |
| За цикл наукових робіт «Теоретичні основи та інструментальні засоби розробки програмного забезпечення інформаційних технологій».                                                                                           | Редько Володимир Никифорович       | академік Національної академії наук України, професор Київського національного університету імені Тараса Шевченка                                                      |
| За цикл наукових робіт «Теоретичні основи та інструментальні засоби розробки програмного забезпечення інформаційних технологій».                                                                                           | Малиновський Борис Миколайович     | член-кореспондент Національної академії наук України, радник дирекції Інституту кібернетики імені В. М. Глушкова НАН України                                           |
| За цикл наукових робіт «Теоретичні основи та інструментальні засоби розробки програмного забезпечення інформаційних технологій».                                                                                           | Перевозчикова Ольга Леонідівна     | член-кореспондент Національної академії наук України, завідувач відділу Інституту кібернетики імені В. М. Глушкова НАН України                                         |
| За цикл наукових робіт «Теоретичні основи та інструментальні засоби розробки програмного забезпечення інформаційних технологій».                                                                                           | Капітонова Юлія Володимирівна      | доктор фізико-математичних наук, завідувач відділу Інституту кібернетики імені В. М. Глушкова НАН України                                                              |
| За цикл наукових робіт «Теоретичні основи та інструментальні засоби розробки програмного забезпечення інформаційних технологій».                                                                                           | Коваль Валерій Миколайович         | доктор технічних наук, завідувач відділу Інституту кібернетики імені В. М. Глушкова НАН України                                                                        |
| За цикл наукових робіт «Теоретичні основи та інструментальні засоби розробки програмного забезпечення інформаційних технологій».                                                                                           | Летичевський Олександр Адольфович  | доктор фізико-математичних наук, завідувач відділу Інституту кібернетики імені В. М. Глушкова НАН України                                                              |
| За цикл наукових робіт «Теоретичні основи та інструментальні засоби розробки програмного забезпечення інформаційних технологій».                                                                                           | Нікітченко Микола Степанович       | доктор фізико-математичних наук, завідувач кафедри Київського національного університету імені Тараса Шевченка                                                         |
| За цикл наукових робіт «Теоретичні основи та інструментальні засоби розробки програмного забезпечення інформаційних технологій».                                                                                           | Провотар Олександр Іванович        | доктор фізико-математичних наук, завідувач кафедри Київського національного університету імені Тараса Шевченка                                                         |
| За роботу «Синаптична передача сигналів в нервовій системі: клітинні і молекулярні механізми та шляхи корекції їх порушень.»                                                                                               | Костюк Платон Григорович           | академік Національної академії наук України, директор Інституту фізіології імені О. О. Богомольця НАН України                                                          |
| За роботу «Синаптична передача сигналів в нервовій системі: клітинні і молекулярні механізми та шляхи корекції їх порушень.»                                                                                               | Шуба Михайло Федорович             | академік Національної академії наук України, завідувач відділу Інституту фізіології імені О. О. Богомольця НАН України                                                 |
| За роботу «Синаптична передача сигналів в нервовій системі: клітинні і молекулярні механізми та шляхи корекції їх порушень.»                                                                                               | Кришталь Олег Олександрович        | академік Національної академії наук України, завідувач відділу Інституту фізіології імені О. О. Богомольця НАН України                                                 |
| За роботу «Синаптична передача сигналів в нервовій системі: клітинні і молекулярні механізми та шляхи корекції їх порушень.»                                                                                               | Скок Володимир Іванович            | академік Національної академії наук України, завідувач відділу Інституту фізіології імені О. О. Богомольця НАН України                                                 |
| За роботу «Синаптична передача сигналів в нервовій системі: клітинні і молекулярні механізми та шляхи корекції їх порушень.»                                                                                               | Веселовський Микола Сергійович     | член-кореспондент Національної академії наук України, завідувач лабораторії Інституту фізіології імені О. О. Богомольця НАН України                                    |
| За роботу «Синаптична передача сигналів в нервовій системі: клітинні і молекулярні механізми та шляхи корекції їх порушень.»                                                                                               | Лозова Наталія Олексіївна          | доктор біологічних наук, заступник завідувача відділу Інституту фізіології імені О. О. Богомольця НАН України                                                          |
| За роботу «Синаптична передача сигналів в нервовій системі: клітинні і молекулярні механізми та шляхи корекції їх порушень.»                                                                                               | Федулова Світлана Анатоліївна      | доктор біологічних наук, провідний науковий співробітник Інституту фізіології імені О. О. Богомольця НАН України                                                       |
| За роботу «Синаптична передача сигналів в нервовій системі: клітинні і молекулярні механізми та шляхи корекції їх порушень.»                                                                                               | Шуба Ярослав Михайлович            | доктор біологічних наук, провідний науковий співробітник Інституту фізіології імені О. О. Богомольця НАН України                                                       |
| За роботу «Синаптична передача сигналів в нервовій системі: клітинні і молекулярні механізми та шляхи корекції їх порушень.»                                                                                               | Лук'янець Олена Олександрівна      | кандидат біологічних наук, старший науковий співробітник Інституту фізіології імені О. О. Богомольця НАН України                                                       |
| За роботу «Синаптична передача сигналів в нервовій системі: клітинні і молекулярні механізми та шляхи корекції їх порушень.»                                                                                               | Панкратов Юрій Володимирович       | кандидат біологічних наук, старший науковий співробітник Інституту фізіології імені О. О. Богомольця НАН України                                                       |
| За підручник «Мікроелектроніка: прилади, матеріали, технологія». — К.: Гала, 1998. | Зіньковський Юрій Францевич        | доктор технічних наук, завідувач кафедри Національного технічного університету України «Київський політехнічний інститут»                                              |
| За підручник «Мікроелектроніка: прилади, матеріали, технологія». — К.: Гала, 1998. | Смердов Андрій Андрійович          | доктор технічних наук, завідувач кафедри Полтавської державної аграрної академії                                                                                       |
| За підручник «Мікроелектроніка: прилади, матеріали, технологія». — К.: Гала, 1998. | Закалик Любов Іванівна             | кандидат технічних наук, доцент Національного університету «Львівська політехніка»                                                                                     |
| За підручник «Мікроелектроніка: прилади, матеріали, технологія». — К.: Гала, 1998. | Зайчук Валентин Олександрович      | кандидат педагогічних наук, керівник апарату Верховної Ради України |
| За підручник «Мікроелектроніка: прилади, матеріали, технологія». — К.: Гала, 1998. | Дяденко Микола Степанович          | заступник голови — учений секретар Комітету з Державних премій України в галузі науки і техніки                                                                        |